# Eragisa juvenis
Eragisa juvenis är en fjärilsart som beskrevs av William Schaus 1910. Eragisa juvenis ingår i släktet Eragisa och familjen tandspinnare. Inga underarter finns listade i Catalogue of Life.